# Catostomus microps
Catostomus microps är en fiskart som beskrevs av Rutter, 1908. Catostomus microps ingår i släktet Catostomus och familjen Catostomidae. IUCN kategoriserar arten globalt som starkt hotad. Inga underarter finns listade i Catalogue of Life.